# 신체 찾기
신체 찾기(일본어: カラダ探し, Re/Member)는 일본에서 제작된 하스미 에이이치로 감독의 2022년 공포 영화이다. 하시모토 칸나 등이 주연으로 출연하였다.

## 출연

### 주연
- 하시모토 칸나 - 모리사키 아스카 역
- 마에다 고든 - 이세 타카히로 역

### 조연
- 야마모토 마이카 - 히이라기 루미코 역
- 카미오 후주 - 키요미야 아츠시 역
- 다이고 코타로 - 우라니시 쇼타 역
- 요코다 마유 - 나루토 리에 역
- 야나기 슌타로
- 니시다 나오미
- 에모토 타스쿠